# Антон Красногорський
Антон Красногорський (чеськ. Anton Krásnohorský, 10 липня 1925 — 25 липня 1988) — чехословацький футболіст, що грав на позиції захисника, зокрема, за клуб «Сокіл Словена», а також національну збірну Чехословаччини.

## Клубна кар'єра
У футболі дебютував 1949 року виступами за команду АТК (Прага). 
1950 року перейшов до клубу «Сокіл Словена», за який відіграв п'ять сезонів.  Завершив професійну кар'єру футболіста виступами за команду з Жиліни у 1954 році.

## Виступи за збірну
1949 року дебютував в офіційних матчах у складі національної збірної Чехословаччини. Протягом кар'єри у національній команді провів у її формі 9 матчів
Був присутній в заявці збірної на чемпіонаті світу 1954 року у Швейцарії, але на поле не виходив. 
Помер 25 липня 1988 року на 64-му році життя.